# Rob Corddry
Robert William "Rob" Corddry (Weymouth, Massachusetts, 4 de febrero de 1971) es un actor y comediante estadounidense. Es conocido por su trabajo como corresponsal en el programa The Daily Show con Jon Stewart (2002-2006) y por su papel protagonista en la película cómica Hot Tub Time Machine (2010), y su secuela, Hot Tub Time Machine 2 (2015). Es también el creador y estrella de la serie de comedia de Adult Swim Childrens Hospital, programa que ganó su primer y segundo premio Emmy en septiembre de 2012 y septiembre de 2013, respectivamente.

## Filmografía

### Cine y televisión
| Año             | Título                                    | Rol                                             | Notas                       |
| --------------- | ----------------------------------------- | ----------------------------------------------- | --------------------------- |
| 1995            | The Nanny                                 | Man at Party                                    | Episodio: The Party's Over  |
| 1998–2000       | Upright Citizens Brigade                  | Varios                                          | 6 episodios                 |
| 1998–2002       | Late Night with Conan O'Brien             | Varios                                          |                             |
| 2003            | Old School                                | Warren                                          |                             |
| 2004            | O'Grady                                   | The Bob                                         | Voz, Episodio: Vacation     |
| 2004            | Blackballed: The Bobby Dukes Story        | Bobby Dukes                                     |                             |
| 2006            | Wedding Daze                              | Kyle                                            |                             |
| 2006            | American Dad!                             | Terapista                                       | Voz, Episodio: Roger Codger |
| 2006            | Unaccompanied Minors                      | Sam Davenport                                   |                             |
| 2006            | Failure to Launch                         | Gun Salesman                                    |                             |
| 2006            | Curb Your Enthusiasm                      | Rick Leftowitz                                  | Episodio: The Seder         |
| 2006            | Arthur y los Minimoys                     | Seides                                          | Voice                       |
| 2006            | Arrested Development                      | Moses Taylor                                    | 2 episodes                  |
| 2007            | The Ten                                   | Duane Rosenblum                                 |                             |
| 2007            | MADtv                                     | Johnny                                          | Episodio #12.16             |
| 2007            | The Heartbreak Kid                        | Mac                                             |                             |
| 2007            | I Now Pronounce You Chuck and Larry       | Jim the Protestor                               |                             |
| 2007            | Blades of Glory                           | Bryce                                           |                             |
| 2007            | The Winner                                | Glen Abbott                                     | 6 episodios                 |
| 2008            | What Happens in Vegas                     | Jeff "Hater" Lewis                              |                             |
| 2008            | W.                                        | Ari Fleischer                                   |                             |
| 2008            | Semi-Pro                                  | Kyle                                            |                             |
| 2008            | Lower Learning                            | Billings                                        |                             |
| 2008            | Harold & Kumar Escape from Guantanamo Bay | Ron Fox                                         |                             |
| 2008 – presente | Childrens Hospital                        | Dr. Blake Downs, Cutter Spindell, Rory Spindell |                             |
| 2009            | The Winning Season                        | Terry                                           |                             |
| 2009            | Taking Chances                            | Mayor Cleveland Fishback                        |                             |
| 2010            | Hot Tub Time Machine                      | Lou                                             |                             |
| 2010            | Operation: Endgame                        | Chariot                                         |                             |
| 2010            | Fallout: New Vegas                        | Billy Knight                                    | Voz, Videojuego             |
| 2010-2014       | Community                                 | Alan Connor                                     | 3 episodios                 |
| 2011            | Cedar Rapids                              | Gary                                            |                             |
| 2011            | Butter                                    | Ethan Emmett                                    |                             |
| 2012            | Seeking a Friend for the End of the World | Warren                                          |                             |
| 2013            | Hell Baby                                 | Jack                                            |                             |
| 2013            | Escape from Planet Earth                  | Gary Supernova                                  | Voz                         |
| 2013            | Warm Bodies                               | M/Marcus                                        |                             |
| 2013            | Pain & Gain                               | John Mese                                       |                             |
| 2013            | Rapture-Palooza                           | Mr. House                                       |                             |
| 2013            | The Way, Way Back                         | Kip                                             |                             |
| 2013            | In a World...                             | Moe                                             |                             |
| 2014            | Muppets Most Wanted                       |                                                 | Cameo                       |
| 2014            | Sex Tape                                  | Robby                                           |                             |
| 2015            | Hot Tub Time Machine 2                    | Lou                                             |                             |
| 2015            | Ballers                                   | Joe                                             |                             |
| 2016            | Office Christmas Party                    | Jeremy                                          |                             |
| 2017            | How to Be a Latin Lover                   | Quincy                                          |                             |
| 2017            | The Layover                               |                                                 |                             |
| 2018            | Dog Days                                  | Kurt                                            |                             |
| 2019            | Benjamin                                  | Dr. Ed                                          |                             |
| 2020            | Bad Therapy                               | Bob Howard                                      |                             |
| 2023            | 80 for Brady                              | Pat                                             |                             |